# Grande Moschea di Taza
La Grande Moschea di Taza (in arabo الجامع الكبير‎?, Dschāmiʿ al-kabīr, in berbero ⵎⵙⵀⵉⵜⴰ ⴰⵎⵇⵔⴰⵏ) è il principale edificio di culto di Taza, in Marocco. Rappresenta un notevole esempio dell'architettura islamica.
La moschea è conosciuta anche come "Masjīd El-Āezam".

## Storia

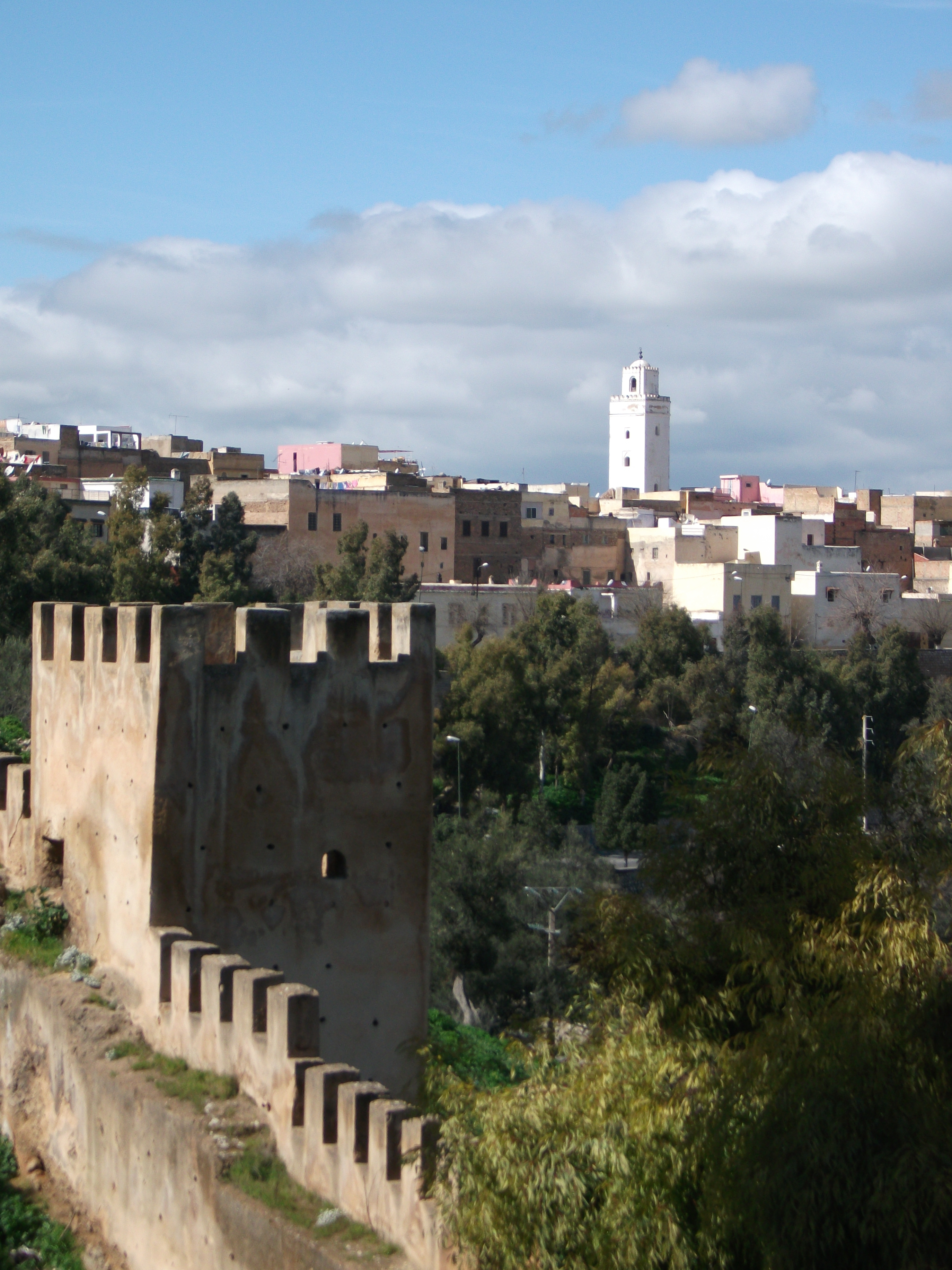
Taza, veduta della città alta (Medina) con il minareto intonacato di bianco della Grande Moschea.

La storia della moschea a colonna è strettamente legata all'ascesa degli Almohadi dal sud del Marocco nella prima metà del XII secolo. Intorno all'anno 1140, le bellicose tribù berbere riunite sotto gli Almohadi conquistarono la fortezza e l'insediamento montano, strategicamente e storicamente importante, iniziando immediatamente ad espanderlo e posero la prima pietra di una moschea, ampliata sotto i Merinidi verso la fine del XIII secolo.